# Blaise Compaoré
Blaise Compaoré  (3. veljače 1951.), afrički državnik, predsjednik Burkine Faso od 1987. do 2014. godine.
Rođen je u glavnom gradu.
Na vlast se popeo u krvavom puču 1987. godine, kada je ubijen Thomas Sankara, prvi predsjednik Burkine Faso pod tim imenom.
Sankarinu smrt opisao je kao "nesretan slučaj". Opozicija ovu tvrdnju smatra spornom.
Nakon dolaska na vlast pogubio je dvojicu važnih revolucionarnih vođa zbog navodnog mijenjanja svrhe revolucije.
Također je progonio i ubijao novinare, što je njegovu zemlju prikazalo u lošem svjetlu. 
UN-ov Odbor za ljudska prava 2006. oštro je osudio Burkinu Faso zbog neistraživanja okolnosti smrti Thomasa Sankare i kažnjavanja odgovornih.
Kao predsjednik države izabran je na izborima 1991. na kojima je glasovalo samo 25% birača, što je govorilo o nestabilnosti države.
Oporba mu se nije uspjela suprotstaviti, pa je ponovno izabran 1998. i 2005. godine.
To je naljutilo njegove protivnike jer izmjenama Ustava iz 2000. dozvoljena su samo dva mandata.
Ipak, on je tvrdio da se zakoni ne mogu provoditi retroaktivno, a ustavni suci su utvrdili da se ta odredba na njega ne odnosi. Njegov pokušaj izmjene ustava kako bi se produžio 27-godišnji mandat izazvao je pobunu u Burkini Faso 2014. godine. Dana 31. listopada 2014. Compaoré je dao ostavku, nakon čega je pobjegao u Obalu Bjelokosti.
U travnju 2021. vojni sud u Burkini Faso optužio je Compaoréa u odsutnosti, tereteći ga za ubojstvo svog neposrednog prethodnika, Thomasa Sankare, 1987. godine. Drugo suđenje protiv njega, pod optužbom za napad na državnu sigurnost, prikrivanje leša i sudioništvo u ubojstvu, započelo je 11. listopada 2021. U travnju 2022. proglašen je krivim i osuđen na doživotni zatvor.
Oženjen je od 1985. godine, i po vjeri je rimokatolik.
Što se tiče njegove političke uloge, uspio je pomiriti sukobljene strane u državama Togo i Bjelokosna Obala.
Počasni je član Međunarodne zaklade Raoul Wallenberg.
Bio je predsjednik Afričke unije za godine 1998. i 1999. kada ga je zamijenio Abdelaziz Bouteflika, bivši predsjednik Alžira.